# EMule
Az eMule a számítástechnikában az egyik legnépszerűbb peer-to-peer fájlcserélő alkalmazás. Az eDonkey hálózatot használja, de többre képes, mint a hivatalos eDonkey kliens. 
Megkülönböztető sajátossága az eMule-nek, a kliens csomópontok közvetlenül is tudnak forrásokat cserélni egymással, képes gyorsan helyreállítani a hibásan letöltött fájlokat, egy pontrendszer segítségével jutalmazza a gyakori feltöltőket, valamint Zlib tömörítéssel továbbítja a fájlokat, hogy takarékoskodjon a sávszélességgel. Ezenkívül képes böngészőből fogadni az „ed2k” linkeket, és letölteni az állományokat, amelyre ezek a linkek hivatkoznak. Ezek a linkek biztosítják, hogy az állomány valóban az, amire a neve utal, nem pedig egy azonos nevű hamisítvány („fake”). Az utóbbi időben sok ed2k-linkeket közzétevő oldalt leállíttattak a hatóságok, mivelhogy az általuk kínált linkek sértik a szerzői jogokat.
Az eMule nyílt forrású, a GNU General Public License alá eső szoftver. A Windows operációs rendszerre készült, de van linuxos (xMule) és platformfüggetlen (aMule) leágazása is.
Az újabb változatok a Kademlia protokoll révén központi szerver nélkül is képesek működni.

## Történet
Az eMule projektbe 2002. május 13-án kezdett bele Hendrik Breitkreuz (közismertebb nevén Merkur), aki elégedetlen volt a hivatalos eDonkey 2000 klienssel. Hamarosan 7 további fejlesztő csatlakozott hozzá. július 6-án tették közzé az első nyilvános forráskódot (a szoftver 0.02-es verzióját) a SourceForge-on. Az első futtatható változat, a 0.05a, augusztus 4-én jelent meg. A pontrendszert a 0.19a verzióban vezették be, szeptember 14-én. A projekt hivatalos weboldala 2003. december 8-án indult el.
A 0.42 verziótól kezdve az eMule az eDonkey mellett a Kademlia protokollt és az arra épülő Kad hálózatot is képes használni, és így központi szerverek nélkül, teljesen decentralizált módon is képes működni.
A projektnek jelenleg 16 tagja van: két fejlesztő, két projektmenedzser (egyikük az alapító Breitkreuz), 3 tesztelő és 9 debug tesztelő. A weboldal üzemeltetésében 7 webfejlesztő és 4 moderátor vesz részt. Megszületése óta az eMule-t több mint 85 milliószor töltötték le.